# Rødding Herred

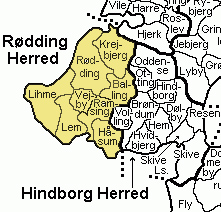
Rødding Herred

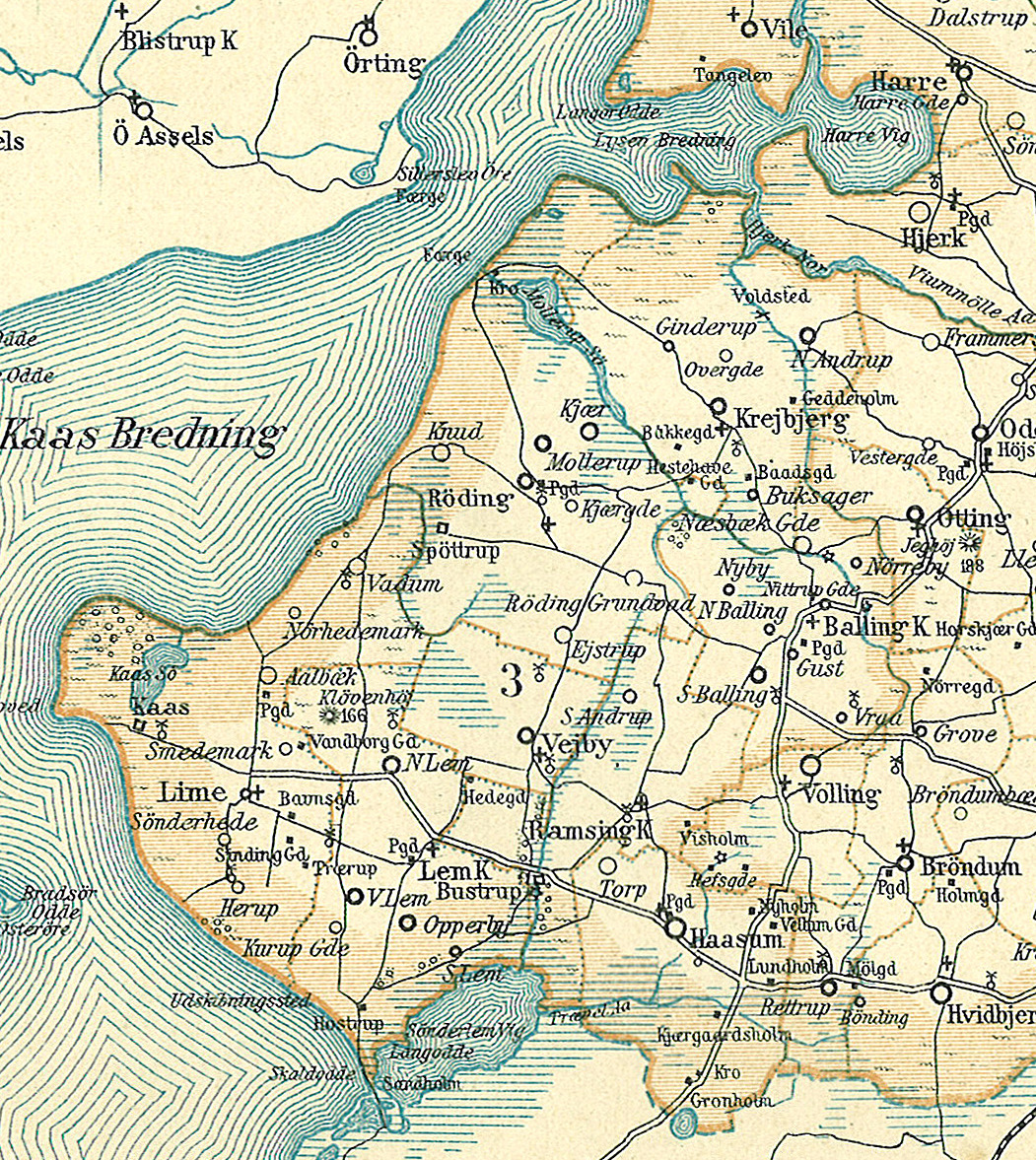
Rødding Herred rond 1900

Rødding Herred was een herred in het voormalige Viborg Amt. Het omvat het zuidwestelijke deel van het schiereiland Salling. In Kong Valdemars Jordebog wordt de herred vermeld als Rythingshæreth. In 1970, bij de bestuurlijke reorganisatie in Denemarken ging het gebied over naar de nieuwe provincie Viborg.
Rødding is opgebouwd uit acht parochies.
- Balling
- Håsum
- Krejbjerg
- Lem
- Lihme
- Ramsing
- Rødding
- Vejby